# Гатчинс (Вісконсин)
Гатчинс (англ. Hutchins) — місто (англ. town) в США, в окрузі Шавано штату Вісконсин. Населення — 500 осіб (2020).

## Демографія
Згідно з переписом 2010 року, у місті мешкало 600 осіб у 226 домогосподарствах у складі 176 родин. Було 298 помешкань
Расовий склад населення:
| - 93,7 % — білих - 1,8 % — корінних американців - 1,5 % — азіатів |

До двох чи більше рас належало 2,3 %. Частка іспаномовних становила 1,8 % від усіх жителів.
За віковим діапазоном населення розподілялося таким чином: 22,0 % — особи молодші 18 років, 60,7 % — особи у віці 18—64 років, 17,3 % — особи у віці 65 років та старші. Медіана віку мешканця становила 43,3 року. На 100 осіб жіночої статі у місті припадало 112,0 чоловіків;  на 100 жінок у віці від 18 років та старших — 117,7 чоловіків також старших 18 років.
Середній дохід на одне домашнє господарство  становив 89 106 доларів США (медіана — 47 167), а середній дохід на одну сім'ю — 72 666 доларів (медіана — 52 500). Медіана доходів становила 38 472 долари для чоловіків та 28 125 доларів для жінок. За межею бідності перебувало 11,1 % осіб, у тому числі 14,1 % дітей у віці до 18 років та 9,5 % осіб у віці 65 років та старших.
Цивільне працевлаштоване населення становило 283 особи. Основні галузі зайнятості: освіта, охорона здоров'я та соціальна допомога — 24,7 %, сільське господарство, лісництво, риболовля — 18,7 %, виробництво — 17,0 %.